# ツァスタバ M88
ツァスタバ M88（英語：Zastava M88、セルビア語：Застава М88）は、セルビアのツァスタバ・アームズが製造する自動式拳銃である。CZ88と表記されることもある。

## 概要
同社のM70をベースに小型化した改良モデルであり、9x19mmパラベラム弾を使用する大口径コンパクトピストルとして設計された。大元の原型は旧ソ連製のトカレフTT-33だが、全体的な外観は似ているものの、細部にはかなりの差異がある。
フレームとスライドはスチール合金、グリップパネルはポリマーまたはウォールナットで出来ている。表面仕上げはブルーイングだが、全体に装飾を施したデラックス・モデルも存在する。作動方式はショートリコイル方式、撃発機構はハンマー露出型のシングルアクション方式である。基本モデルではフレーム側面にマニュアルセフティがあるが、改良モデルのM88Aではスライド側面に移動されている。
2025年時点でも、ツァスタバ・アームズの製品一覧には護身用拳銃として本銃が掲載されている。2011年時点では、軍・法執行機関での採用例は確認されていない。

## 派生型
M88A
ジェーン年鑑によれば、スライド側面にマニュアルセフティを移動したモデルとされる。いっぽうメーカーのHPでは、グリップパネルをポリマー製に変更し、マガジン交換を容易にするためマガジン底部の形状を改良したモデルとされ、マニュアルセフティに関する記述はない。